# Webuild
Webuild SpA (fostă Salini Impregilo SpA) este un grup industrial italian specializat în afaceri de construcții și inginerie civilă, cu sediul la Milano. Compania a fost înființată oficial în 2014, ca rezultat al fuziunii prin încorporarea Salini în Impregilo. Webuild este cel mai mare grup italian de inginerie și antrepriză generală, și un jucător global în sectorul construcțiilor.
Compania este activă în circa 50 de țări de pe 5 continente (Africa, America, Asia, Europa, Oceania) cu 35.000 de angajați. Experiența sa variază de la construcția de baraje, hidrocentrale și structuri hidraulice, infrastructuri de apă și porturi, la drumuri, autostrăzi, căi ferate, sisteme de metrou și lucrări subterane, la aeroporturi, spitale și clădiri publice și industriale, până la construcții civile pentru depozitarea deșeurilor. -centrale energetice si initiative de protectie a mediului. Ocupă primul loc în sectorul apei în clasamentul Engineering News-Record, reper pentru întreaga industrie a construcțiilor.
Compania este listată la Bursa de Valori din Milano și este condusă de Pietro Salini⁠(d).

## Istorie
Compania a fost fondată sub numele de Impregilo în 1959 și s-a extins în urma fuziunii cu Cogefar-Impresit S.p.A., Girola S.p.A., și Lodigiani S.p.A. în 1990.
În 2011, Salini a demarat achiziția lui Impregilo cu o cumpărare inițială de acțiuni, ajungând la 25% în anul următor. Achiziția a creat un precedent în Italia, deoarece a fost prima luptă prin intermediari pentru controlul unei companii care a avut loc în țară. În ciuda opoziției cu care s-a confruntat din partea unui grup de investitori, Salini a reușit să convingă destui acționari la o adunare din iulie 2012 pentru a-și aproba propunerea de înlocuire a consiliului de administrație al lui Impregilo cu propria listă de candidați. Odată puși în funcție, acești noi membri ai consiliului de administrație au aprobat oferta lui Salini de a cumpăra restul companiei Impregilo. Pietro Salini a devenit director executiv. Câteva luni mai târziu, consiliul de administrație a aprobat planul lui Salini.
În 2013, Salini a lansat o ofertă publică pentru cumpărarea acțiunilor ordinare rămase la Impregilo. În ianuarie 2014, tranzacția a fost finalizată și s-a format Salini Impregilo.
La 18 decembrie 2018, Marco Bucci, primarul Genovei și comisarul care supraveghează reconstrucția podului peste râul Polcevera a anunțat că Salini Impregilo și Fincantieri Infrastructure au fost selectate, prin intermediul unei noi companii numite PERGENOVA, pentru reconstrucția podului conform unei proiect al lui Renzo Piano.
În mai 2020, compania a fost redenumită Webuild. În noiembrie 2020, Webuild a achiziționat o participație de 65% în Astaldi.

## Operațiuni
Compania realizeaza următoarele tipuri de lucrări: baraje, hidrocentrale, căi ferate, tuneluri, metrou, poduri, viaducte, autostrăzi, drumuri, porturi, aeroporturi și ansambluri rezidențiale si de birouri. Grupul operează în peste 50 de țări de pe 5 continente și are 35.000 de angajați. Este organizată în patru domenii de activitate: Baraje, hidrocentrale și lucrări hidraulice; Autostrăzi și aeroporturi; Căi ferate și subterane; Clădiri civile și industriale.